# Erythromeris
Genre
Le genre Erythromeris regroupe des papillons appartenant à la famille des Saturniidae.

## Taxonomie
Le genre Erythromeris a été décrit en 1969 par Claude Lemaire, dans la revue entomologiste Lambillionea n°68.